# Sigmund von Hartlieb genannt Walsporn
Adolf Eduard Sigmund von Hartlieb genannt Walsporn (* 29. August 1838 in Zusmarshausen; † 18. Mai 1919 in München) war ein deutscher Verwaltungsjurist und Kommunalbeamter in Bayern.

## Leben
Sigmund war ein Sohn des bayerischen Kammerjunkers und Regierungsrates Eduard von Hartlieb genannt Wallsporn (1797–1872) und dessen Ehefrau Magdalene, geborene Freiin von Tröltsch (1807–1873). Er hatte noch sechs Geschwister, darunter der Generalmajor Maximilian von Hartlieb genannt Wallsporn.
Hartlieb studierte zunächst an der Friedrich-Alexander-Universität Erlangen Rechtswissenschaft. 1858 wurde er im Corps Baruthia recipiert. Als Inaktiver wechselte er an die Ludwig-Maximilians-Universität München. Er praktizierte in Nürnberg und München und war als Assessor in Rosenheim, Weißenburg in Bayern und München. Im bayerischen Staatsdienst zum Regierungsrat ernannt, kam er als Bezirksamtmann an das Bezirksamt Landau an der Isar und 1890 an das Bezirksamt München II. Mit Bildung des Bezirksamts Starnberg war er dort von 2. Oktober 1902 bis 30. September 1905 der erste Bezirksamtmann. Er engagierte sich für den bayerischen Frauenverein, die Diakonissen, den Hilfsverein für das Rote Kreuz und für den Johanniterorden. Im Ruhestand lebte er wieder in München. Er war königlicher Kammerherr und als solcher bei besonderen Anlässen für das Hofzeremoniell der Wittelsbacher verantwortlich. 1906 war er bei der Grundsteinlegung des Deutschen Museums der Kaiserin Auguste Viktoria von Schleswig-Holstein-Sonderburg-Augustenburg als Kämmerer zugeteilt. Er vermittelte die Stiftung des Kaiserbildnisses für Baruthias Corpshaus.
Sigmund war zweimal verheiratet, in erster Ehe mit der Juristentochter Emma Auguste Kalb (1841–1871). Mit ihr hatte er den Sohn Hans, preußischer Oberleutnant und mit Ethlinde von der Groeben verheiratet. Aus seiner zweiten Ehe mit Hildegard Freiin von und zu der Tann-Rathsamhausen stammen die Töchter Johanna, Ehrendame des Theresien-Ordens, und Hildegard, beide in München lebend. Der Schwiegervater Hugo Freiherr von und zu der Tann-Rathsamhausen war kgl. bayr. Kammerherr und Generalmajor, die Schwiegermutter Johanne von Stetten.